# Geoffrey Hinton
Geoffrey Everest Hinton (Wimbledon, 1947. december 6. –) brit-kanadai informatikus, kognitív tudós és kognitív pszichológus, aki a mesterséges neurális hálózatokkal kapcsolatos munkájáról ismert, amelyért az „MI keresztapja” címet kapta.  John Hopfielddel együtt 2024-ben fizikai Nobel-díjat is kapott. 

## Véleménye a mesterséges intelligencia kockázatairól
2023-ban aggodalmát fejezte ki a mesterséges intelligencia gyors fejlődése miatt. Korábban úgy vélte, hogy az általános mesterséges intelligencia  (AGI) még „30-50 év, vagy akár később” jelenhet meg. Azonban egy 2023 márciusában a CBS-nek adott interjúban kijelentette, hogy az AGI kevesebb mint 20 év múlva már elérhető lesz, és olyan változásokat hozhat, amely hatásában az ipari forradalomhoz vagy az elektromossághoz hasonlítható.
2025-ben kijelentette, hogy az AGI elérése 5-20 éven belül megtörténhet és esélyt lát arra, hogy az végül kiirtja az emberiséget.

## Publikációk (válogatás)
- Dana H. Ballard, Geoffrey E. Hinton, Terrence J. Sejnowski: Parallel visual computation. In: Nature. 306. kötet, 5938. szám, 1983 novembere, ISSN 0028-0836, 21–26. oldal, doi:10.1038/306021a0
- G. E. Hinton, T. J. Sejnowski, D. H. Ackley: Boltzmann machines: Constraint satisfaction networks that learn. Carnegie-Mellon University, Department of Computer Science, Pittsburgh, PA 1984.
- David E. Rumelhart, Geoffrey E. Hinton, Ronald J. Williams: Learning representations by back-propagating errors. In: Nature.323. kötet, 6088. szám, 1986. október, ISSN 0028-0836, 533–536. oldal, doi:10.1038/323533a0
- Geoffrey E. Hinton: How Neural Networks Learn from Experience. In: Scientific American Special Issue: Mind And Brain. 267. kötet, 3. szám, 1992. szeptember, 144–151. oldal, JSTOR 24939221
- Geoffrey E. Hinton, David C. Plaut, Tim Shallice: Simulating Brain Damage. In: Scientific American. 269. kötet, 4. szám, 1993 októbere, 76–82. oldal, JSTOR 24941651
- G. E. Hinton, R. R. Salakhutdinov: Reducing the Dimensionality of Data with Neural Networks. In: Science. 313. kötet, 5786. szám, 2006. július 28., ISSN 0036-8075, 504–507. oldal, doi::10.1126/science.1127647
- G. Hinton: Learning multiple layers of representation. In: Trends in Cognitive Science. 11. kötet, 10. szám, 2007, 428–434. o.
- Alex Krizhevsky, Ilya Sutskever, Geoffrey E. Hinton: ImageNet classification with deep convolutional neural networks. In: Proceedings of the 25th International Conference on Neural Information Processing Systems - Volume 1 (= NIPS'12). Curran Associates Inc., Red Hook, NY, USA 2012. december 3., 1097–1105. oldal, doi:10.5555/2999134.2999257
- Yann LeCun, Yoshua Bengio, Geoffrey Hinton: Deep learning. In: Nature. 521. kötet, 7553. szám, 2015. május 28., ISSN 0028-0836, 436–444. oldal, doi:10.1038/nature14539